# 장이 (1950년)
장이(张毅, 1950년 8월 ~ )는 중화인민공화국의 정치인이다. 닝샤 후이족 자치구 중국 공산당 당위원회 서기를 역임했으며, 현재 국무원국유자산감독관리위원회 부주석이다.

## 생애
헤이룽장성 베이안시 출신으로 1972년 중국 공산당에 입당했다. 동북임업대학 임업경제관리학과를 졸업하고 고급정치공학 과정을 전공했다. 중국공산당 제15기와 16, 17기 중앙기율검사위 위원, 제17기 중앙기율검사위 상무위원과 부서기, 제18기 중앙위원을 역임했다. 닝샤 후이족 자치구 당위원회 서기와 국무원 국유자산감독관리위원회 주임, 당위원회 서기 등을 지냈다. 현재 전국인민대표대회 내무사법위원회 부위원장이다.